# Список умерших в 553 году

## Октябрь
- 11 октября — Фирмин Юзесский, епископ Юзеса (с 538); святой.

## Дата смерти неизвестна или требует уточнения
- Гелимер, король вандалов (530—534).
- Кара Иссык Хан, 2-й тюркский каган (552—553).
- Эохайд мак Кондлай, король Дал Арайде (до 553) и король Ульстера (526/532—553).
- Юйцзюлюй Тефа, 12-й каган жужаней (552—553).